# 5 Gwardyjska Dywizja Kawalerii (ZSRR)
5 Gwardyjska Dywizja Kawalerii (ros. 5-я гвардейская кавалерийская дивизия) – oddział kawalerii Armii Czerwonej utworzony podczas II wojny światowej przez przemianowanie 3 Dywizji Kawalerii.
5 Gwardyjska Dywizja Kawalerii została utworzona 25 grudnia 1941 roku, przez przemianowanie 3 Dywizji Kawalerii. Za chwalebny udział w walkach z armią niemiecką w 1941 roku dywizję  nazwano gwardyjską. 5 DKgw razem z 6 Gwardyjską Dywizją Kawalarii i 32 Dywizją Kawalerii wchodziła w skład 3 Gwardyjskiego Korpusu Kawalerii. 5 Gwardyjska Dywizja Kawalerii brała udział m.in. w walkach o Lidę i Olsztyn.
Porucznik Iwan Jakuszyn służący w 24 Gwardyjskim Pułku Kawalerii należącym do 5 Gwardyjskiej Dywizji Kawalerii opisał swój szlak bojowy wraz z dywizją z Rosji przez Białoruś, Prusy Wschodnie i ziemie polskie aż do Niemiec. W Polsce jego wspomnienia o tytule Czerwony kawalerzysta zostały wydane w 2007 roku.

## Dowództwo dywizji
dowódcy:
- gen. mjr Michaił Maliejew (1941-1942)
- gen. mjr Nikolaj Czepurkin (1942-1945)[4]

szefowie sztabu:
- płk Michaił Kolyszkin
- płk Władimir Kutiew
- ppłk Iwan Kostanda
- ppłk Aleksandr Swietozarskij[6]

## Struktura organizacyjna
- 17 Gwardyjski Pułk Kawalerii
- 22 Gwardyjski Pułk Kawalerii
- 24 Gwardyjski Pułk Kawalerii[1]